# 曼波舞

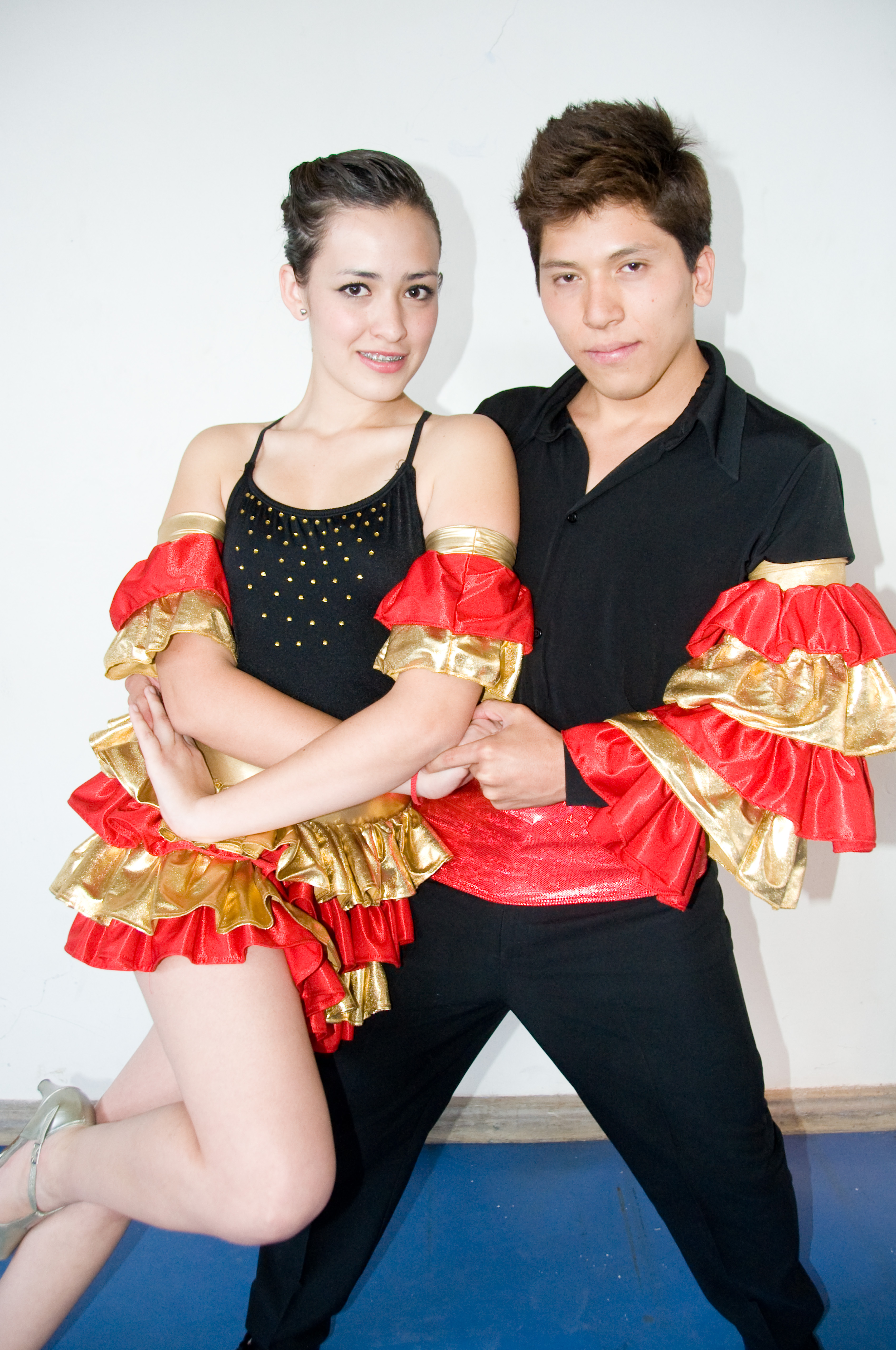
曼波舞者

曼波舞是古巴的一种拉丁舞，在1930年代由古巴的音乐家和作曲家阿尔塞·罗德里格斯发明 ，在哈瓦那发扬光大。
1950年代，Mambo在美國成为最受歡迎的舞蹈之一。Pérez Prado被称为 “曼波之王” 。